# Xbox
Xbox là một thương hiệu dịch vụ game được sáng tạo và sở hữu bởi Microsoft. Nó là thương hiệu chính của một loạt các máy chơi game video do Microsoft phát triển, với ba máy chơi game được phát hành lần lượt ở các thế hệ thứ sáu, thứ bảy và thứ tám. Thương hiệu này cũng sở hữu các ứng dụng, trò chơi, dịch vụ live stream, dịch vụ trực tuyến có tên Xbox Live và bộ phận phát triển các trò chơi với tên Xbox Game Studios. Thương hiệu được giới thiệu lần đầu tiên tại Hoa Kỳ vào tháng 11 năm 2001, với sự ra mắt của máy chơi game console đầu tiên của thương hiệu.
Thiết bị ban đầu là máy trò chơi điện tử đầu tiên được cung cấp bởi một công ty Mỹ sau khi Atari Jaguar ngừng bán vào năm 1996. Nó đã bán được hơn 24 triệu máy vào tháng 5 năm 2006. Sản phẩm kế tiếp, Xbox 360, được phát hành vào năm 2005 và đã bán được 84 triệu chiếc vào tháng 6 năm 2014. Xbox One đã được phát hành tại 21 thị trường, với phiên bản phát hành tại Trung Quốc vào tháng 9 năm 2014. Chủ tịch Xbox hiện tại là Phil Spencer, thay thế người tiền nhiệm Marc Whitten vào cuối tháng 3 năm 2014.
Trong The Game Awards 2019, Microsoft đã chính thức giới thiệu mẫu Xbox Series X mới sẽ được phát hành vào cuối năm 2020. Đây là các máy console thuộc thế hệ thứ tư của Xbox.